# دمیتری لویتسکی

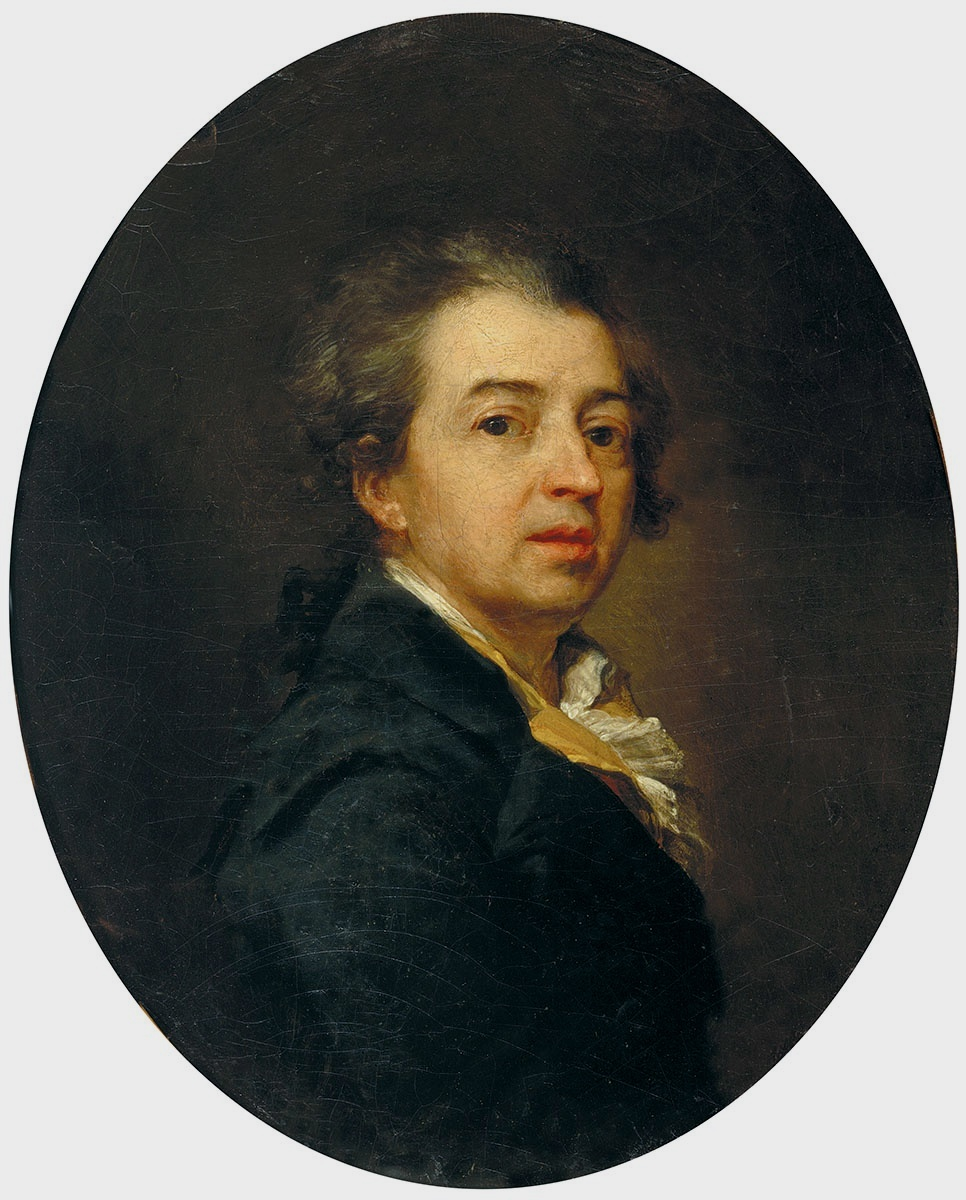
خودنگاره

دمیتری لویتسکی (اوکراینی: Дмитро Григорович Левицький) نقاش پرتره روسی-اوکراینی بود.

## نگارخانه

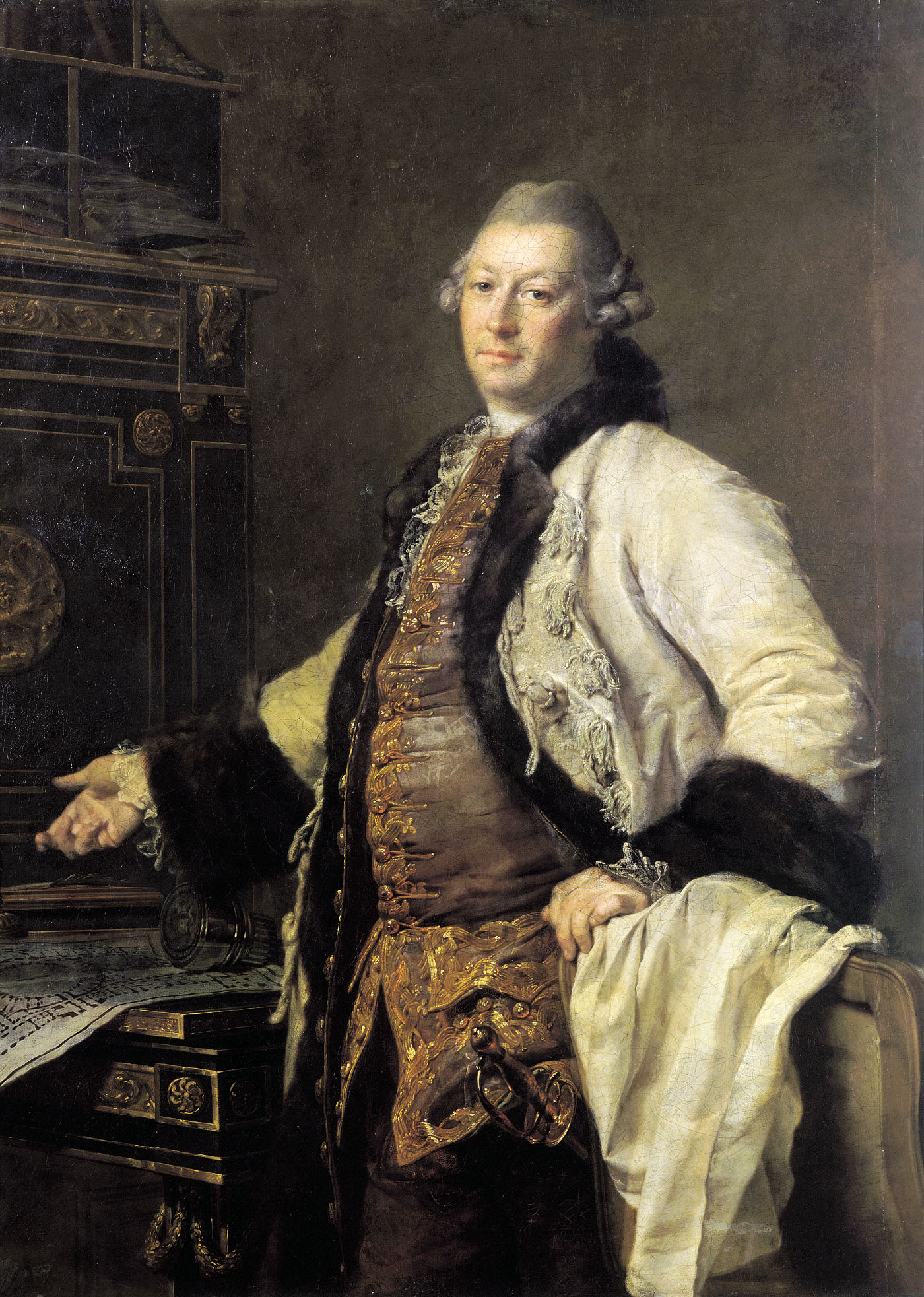
الکساندر کوکورینوف
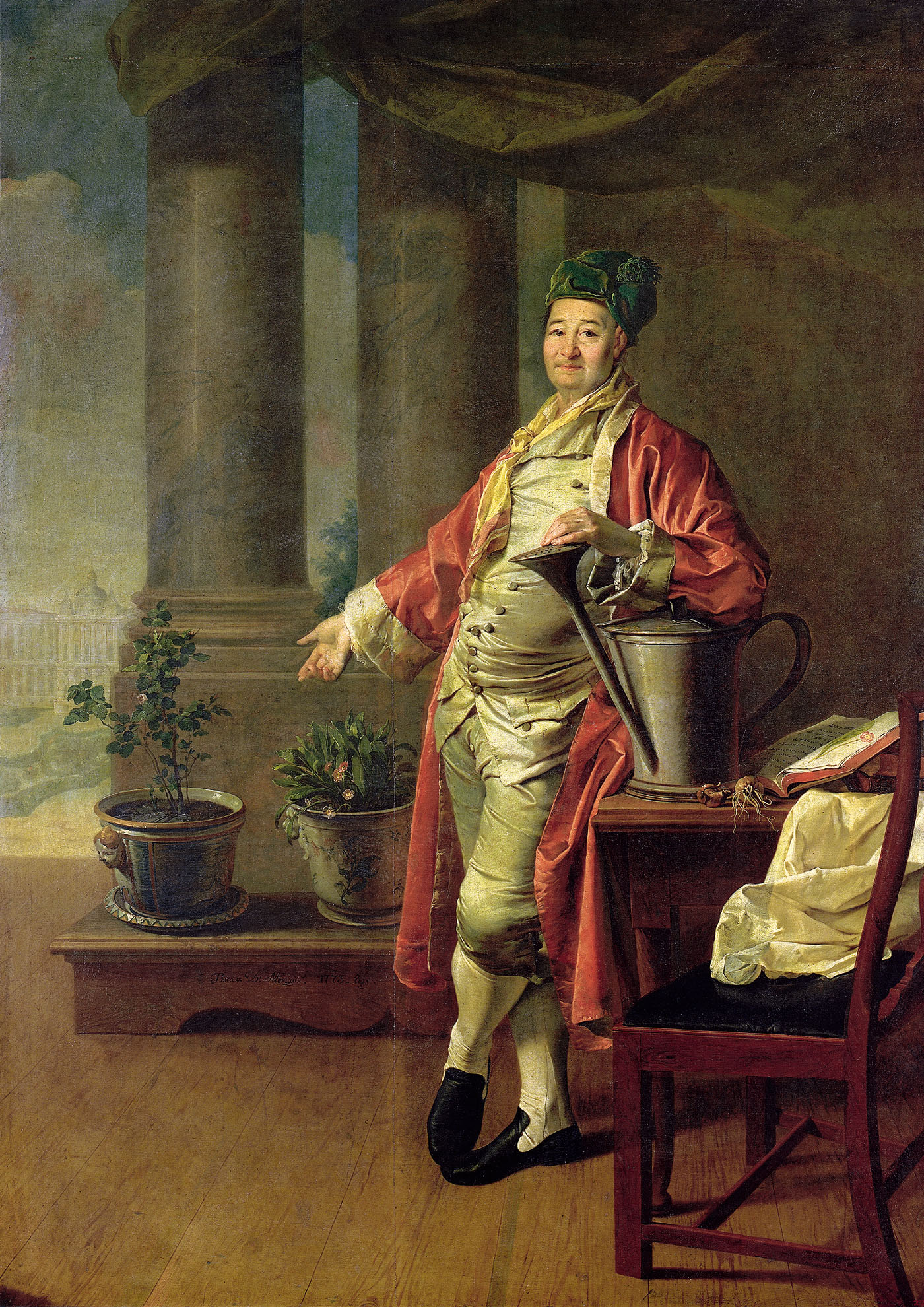
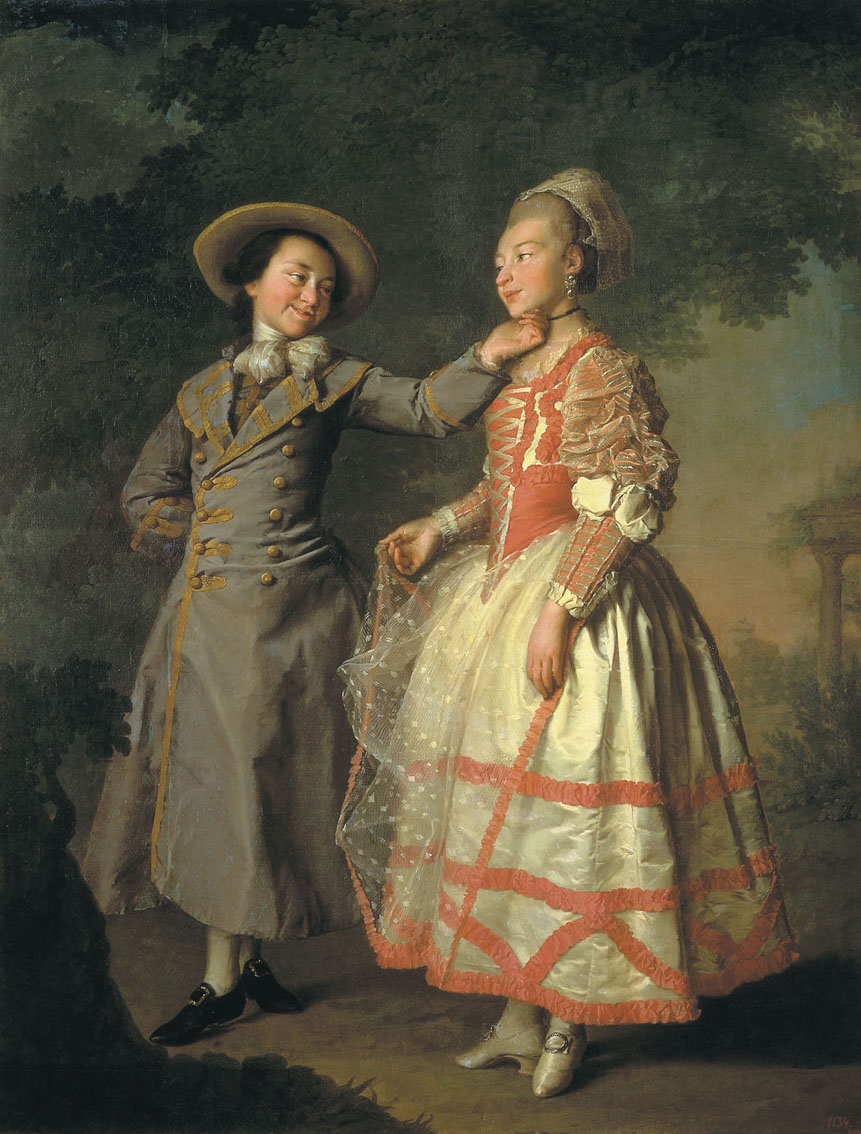
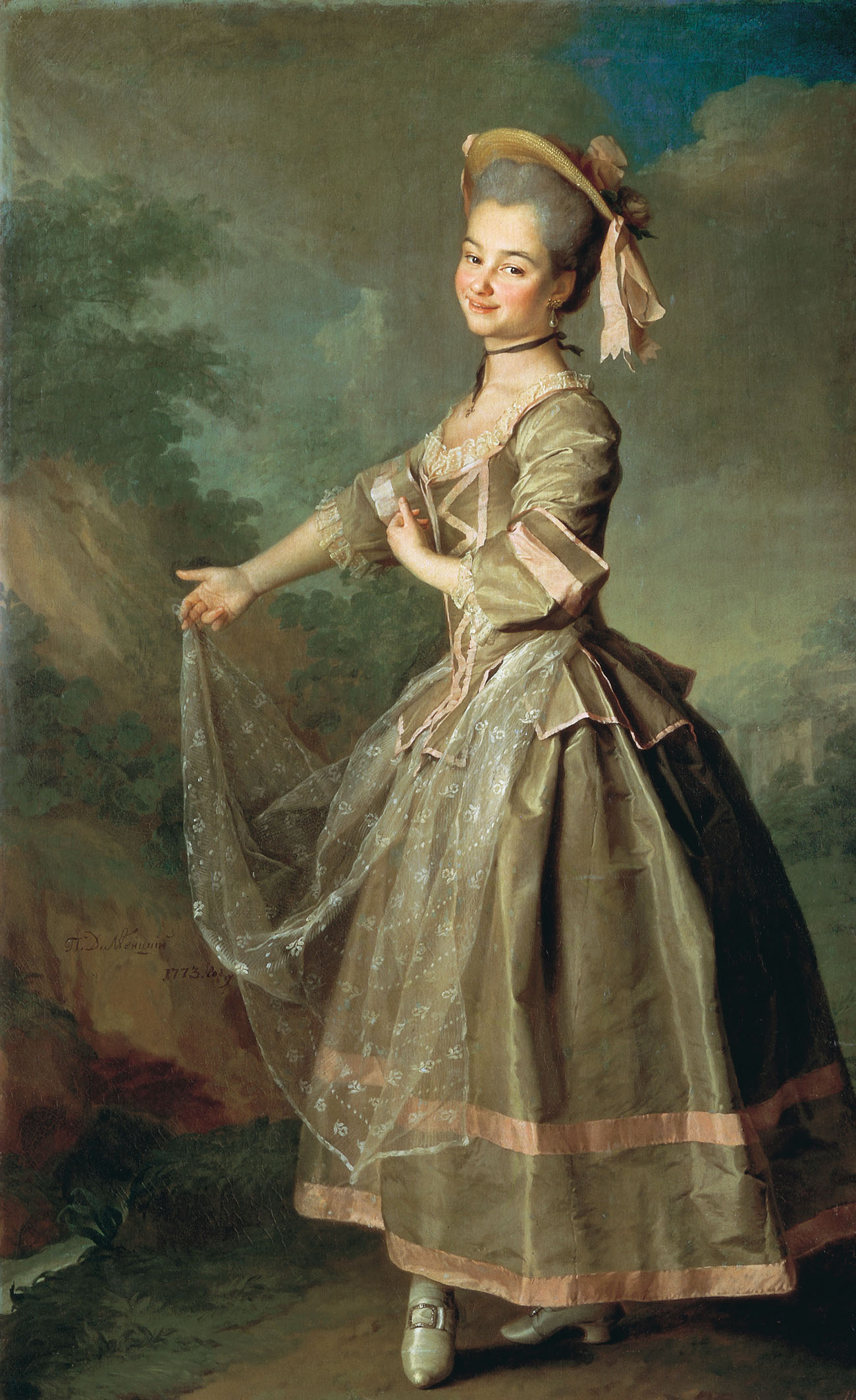
اکاترینا نلیدوا
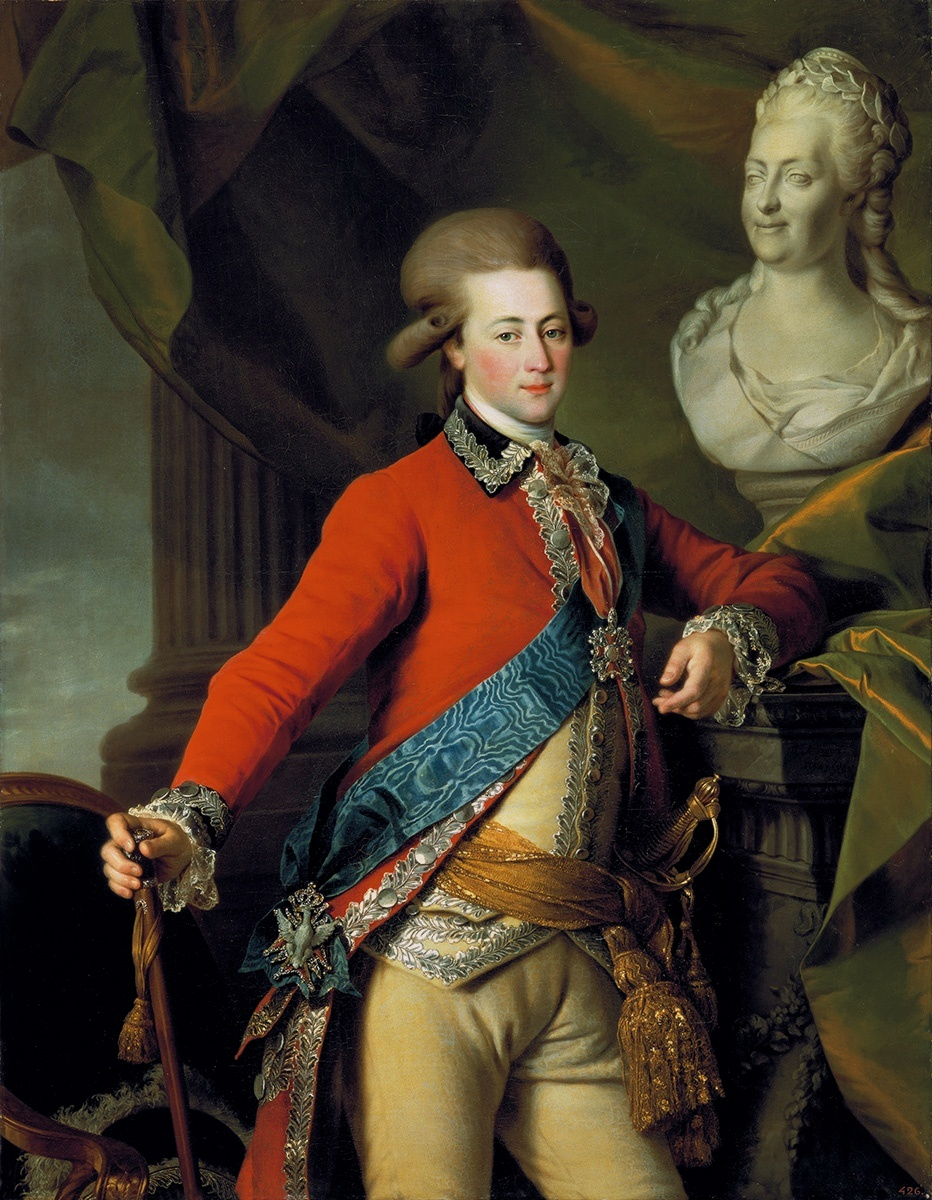
الکساندر لانسکوی
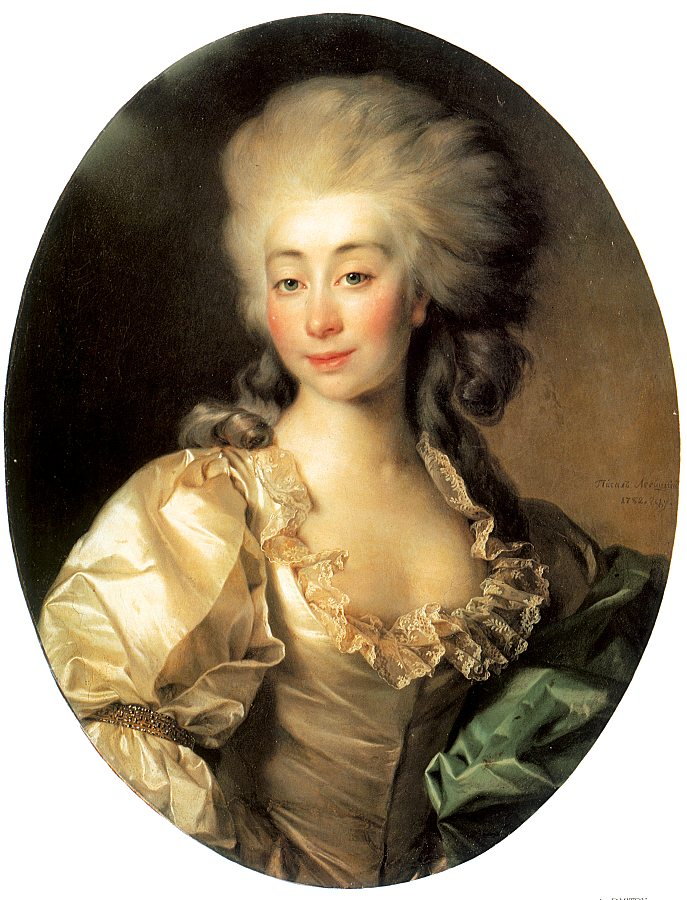
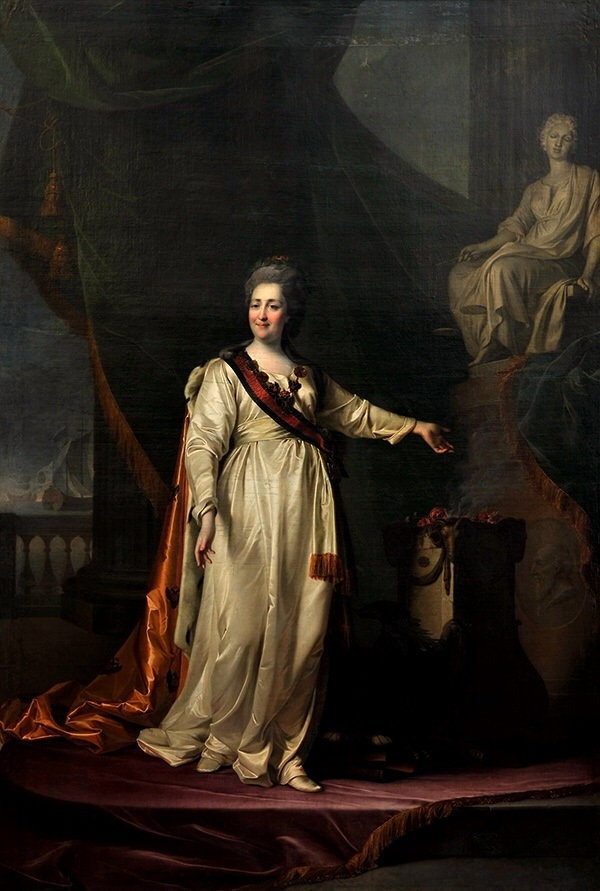
کاترین کبیر
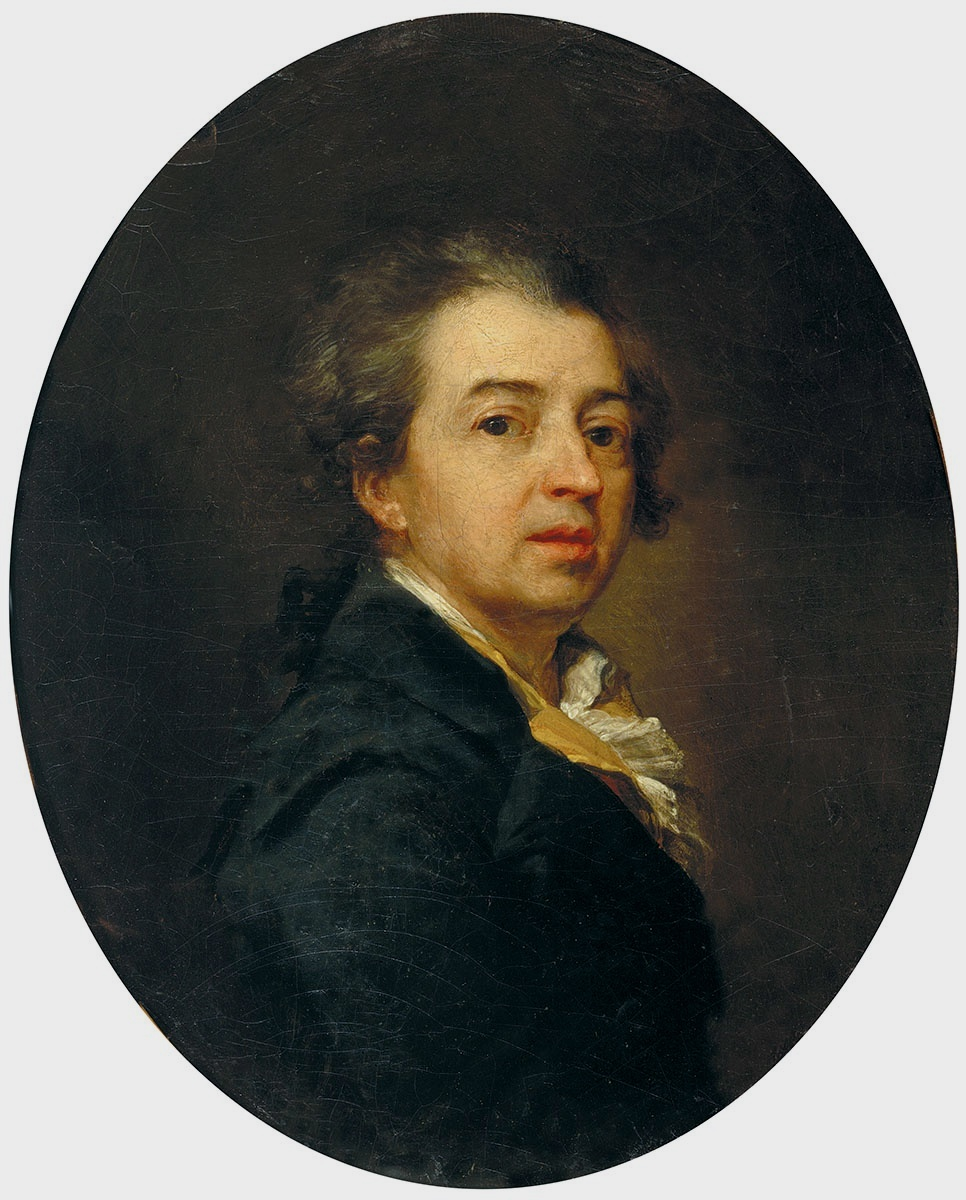
خودنگاره
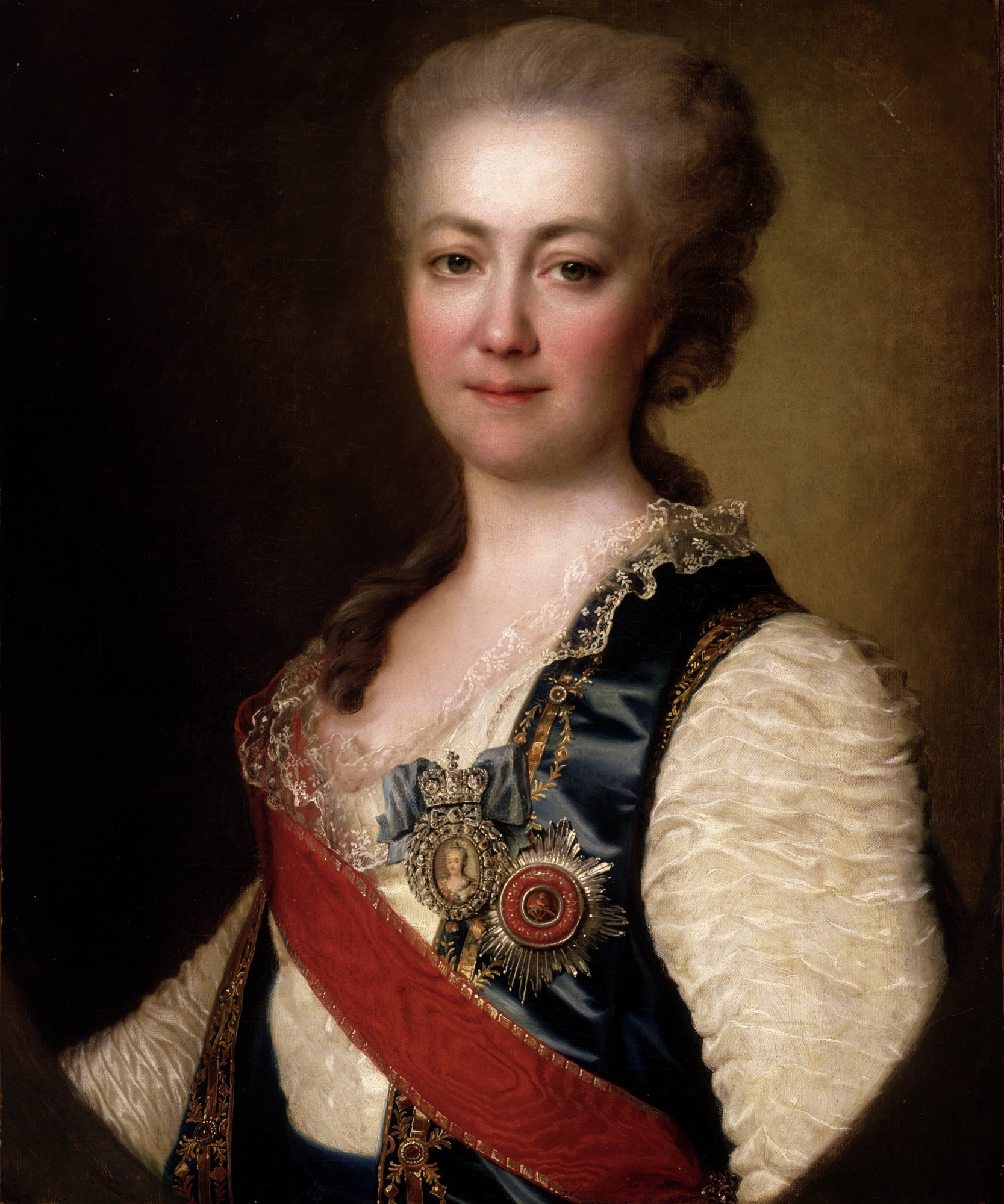
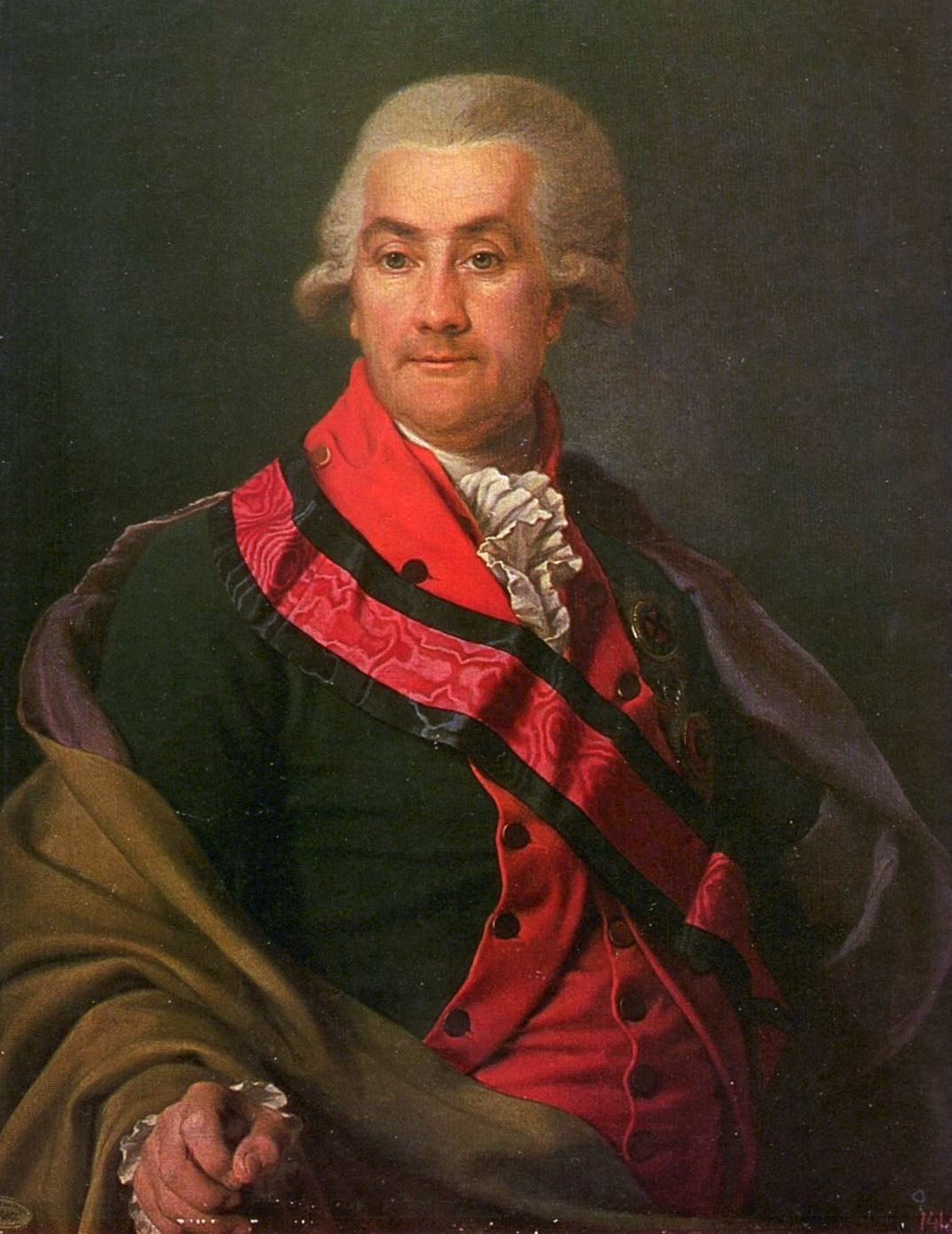
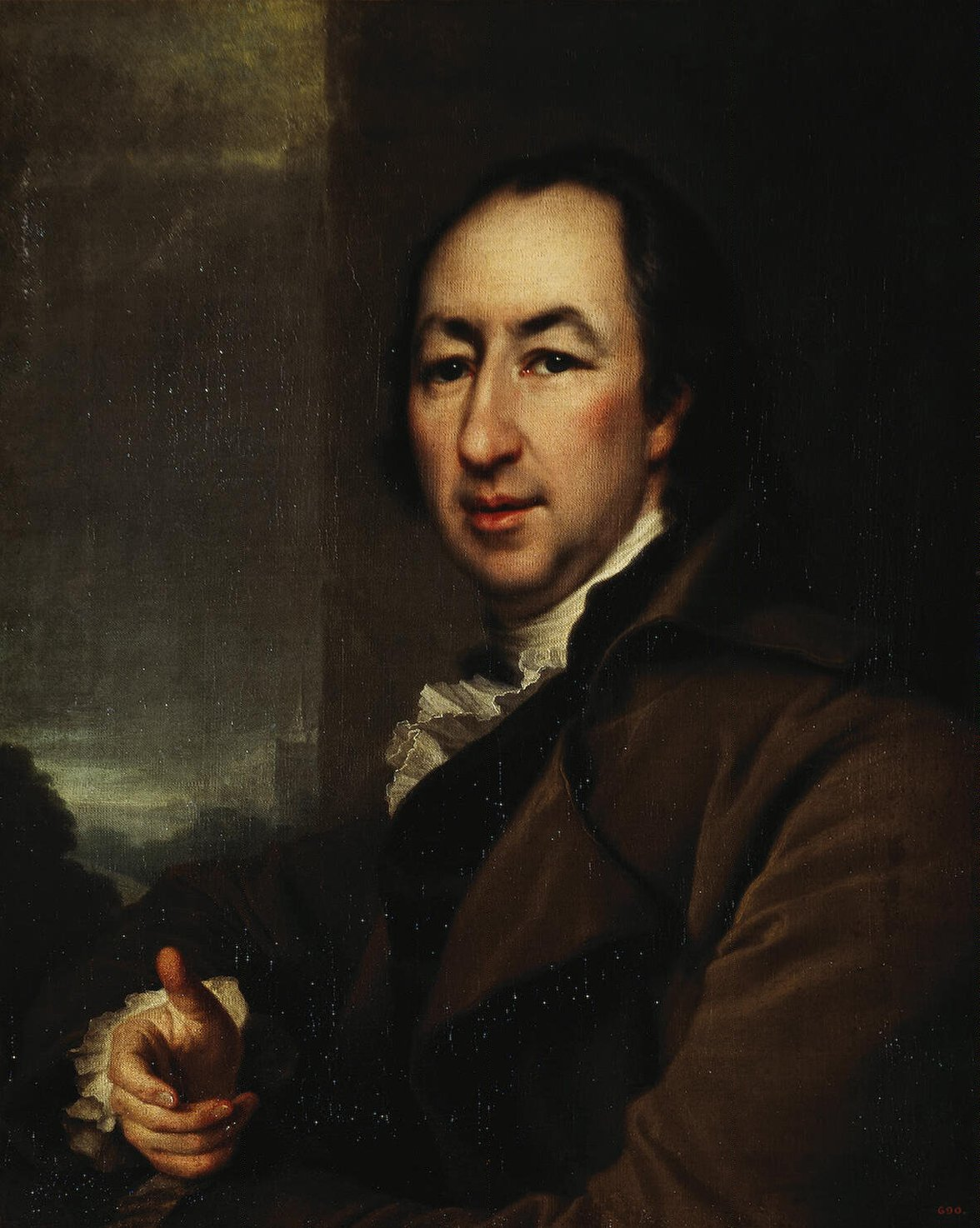